# Croton saltensis
Croton saltensis är en törelväxtart som beskrevs av August Heinrich Rudolf Grisebach. Croton saltensis ingår i släktet Croton och familjen törelväxter. Inga underarter finns listade i Catalogue of Life.